# 아이슬란드

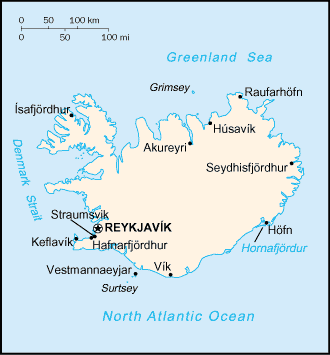
아이슬란드의 지도

아이슬란드(아이슬란드어: Ísland 이슬란드 [ˈiːslant], 영어: Iceland, 문화어: 이슬란드)는 북유럽에 위치한 섬나라이다. 그린란드의 남동쪽, 영국과 덴마크의 자치령인 페로 제도의 북서쪽에 위치하고 있으며, 수도는 레이캬비크이다. 대서양 중앙 해령의 위에 위치하고 있기 때문에, 아이슬란드는 화산 활동이 활발하며, 지열의 작용도 거대한 규모로 이뤄진다. 또한 북극권 바로 아래에 국토가 위치하고 있기 때문에, 수목의 생장에 제한을 받으며 빙하의 흐름도 활발하다. 이런 지질학적 특징은, 아이슬란드의 풍경을 다채롭게 만들었다. 황무지와 고원지대가 넓게 펼쳐져 있으며, 화산활동으로 높이 솟은 산들 사이로 형성된 거대한 빙하퇴가 바다를 향해 저지대로 흘러내린다. 멕시코 만류에 의해 위도에 비해 따뜻하다.

## 역사
원래는 무인도였으며, 874년 노르드인 잉골프 아르나르손이 기록된 첫 정착민이다. 930년 아이슬란드 자유국의 형성과 함께 의회가 생겼는데, 이는 세계에서 가장 오래된 의회 민주주의로 여겨지기도 한다. 1262년에 정식 노르웨이 세습왕국령이 되었다가, 1380년 덴마크 왕국의 지배하에 들어갔으나, 1814년에 다시 킬 조약으로 덴마크령이 되었다. 19세기부터 유럽 본토의 영향을 받아 독자적인 민족주의가 떠올라 1904년에는 자치가 인정되고 1918년 12월 1일에는 덴마크 국왕과의 동군연합 형태로 정식 독립국이 되었다.
그러나 제2차 세계 대전 당시인 1940년 4월 9일에 나치 독일에 의해 본국인 덴마크가 점령당하고 항복함으로써 동군연합은 강제로 해체되었다. 제2차 세계 대전에 대해 아이슬란드는 중립을 선언했으나 영국이 같은 해 5월 10일 독일의 북대서양 진출을 차단하고 영연방국인 캐나다와 잠재적 동맹국인 미국과의 안정적인 통로를 확보하기 위해, 전격적으로 중립국인 아이슬란드를 침공해 점령했다. 이후 최대 3만 명에 달하는 연합국 측 군인이 1945년 종전까지 아이슬란드에 주둔하였다. 한편 덴마크가 점령된 상황에서 1943년 동군연합 협정이 25년 만에 만료되자 1944년 5월 20일 4일 간의 국민투표를 거쳐 아이슬란드는 군주제를 폐지하고 새로운 공화국 헌법을 받아들였다. 이로써 1944년 6월 17일 아이슬란드 공화국이 공식 수립되어 지금까지 이어지고 있다.
종전 이후 아이슬란드는 미국의 마셜 플랜의 수혜를 받으며 빠르게 부유해졌다. 1970년대에는 대구 전쟁으로 불리는 영국과의 어업 권역 분쟁이 일어나기도 하였다. 1994년 유럽 경제 지역에 가입하였다. 2000년대 은행에 대한 규제 완화와 민영화를 진행하여 금융업을 바탕으로 한 빠른 경제 성장을 이루었으나 2008년 금융 위기로 타격을 입었다. 금융 위기로 2011년까지 심각한 불황이 있었으나 2012년부터 다시 경제가 성장하며 진정되었다.

## 지리

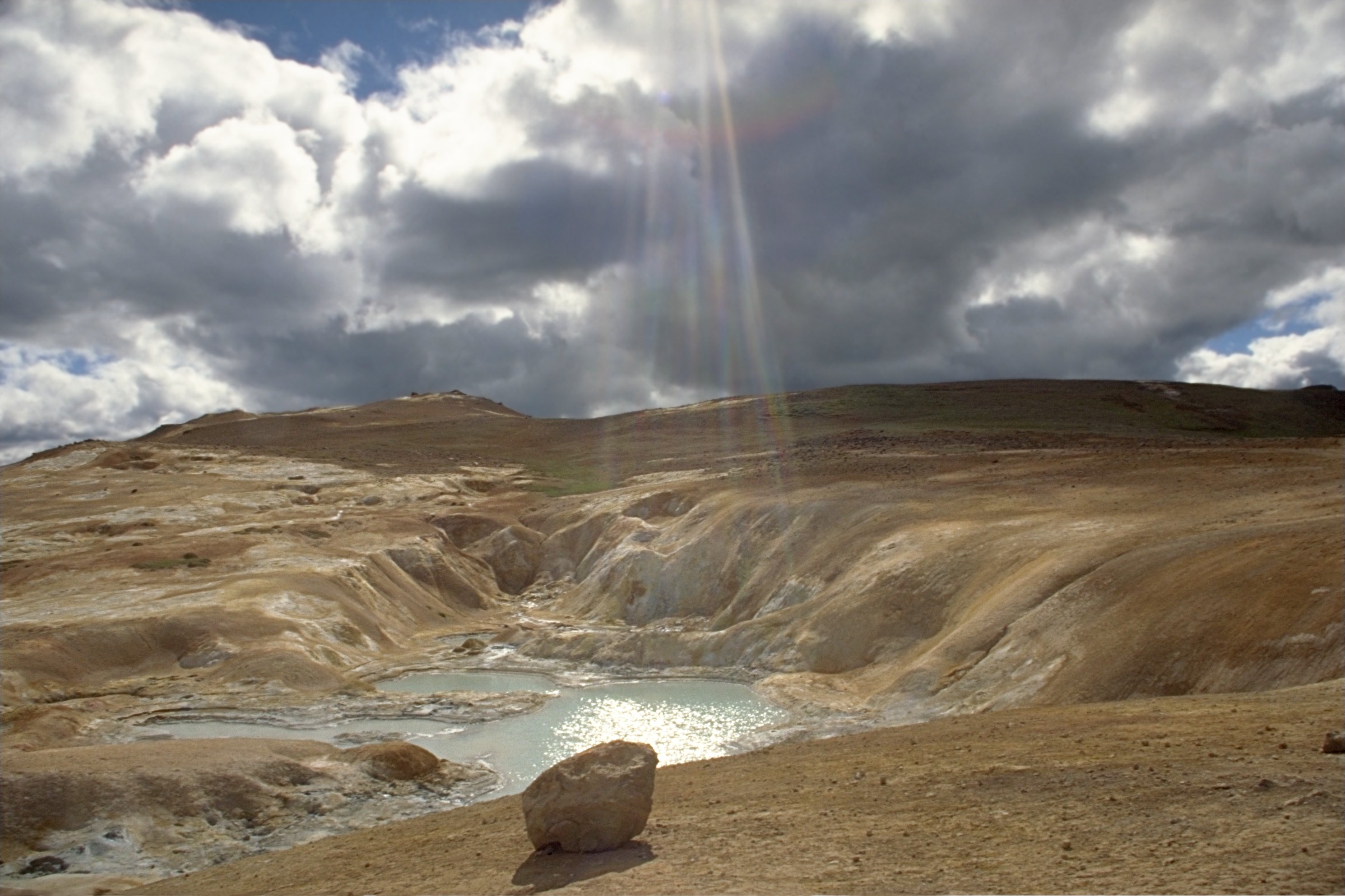
칼데라 지열이 나는 온천
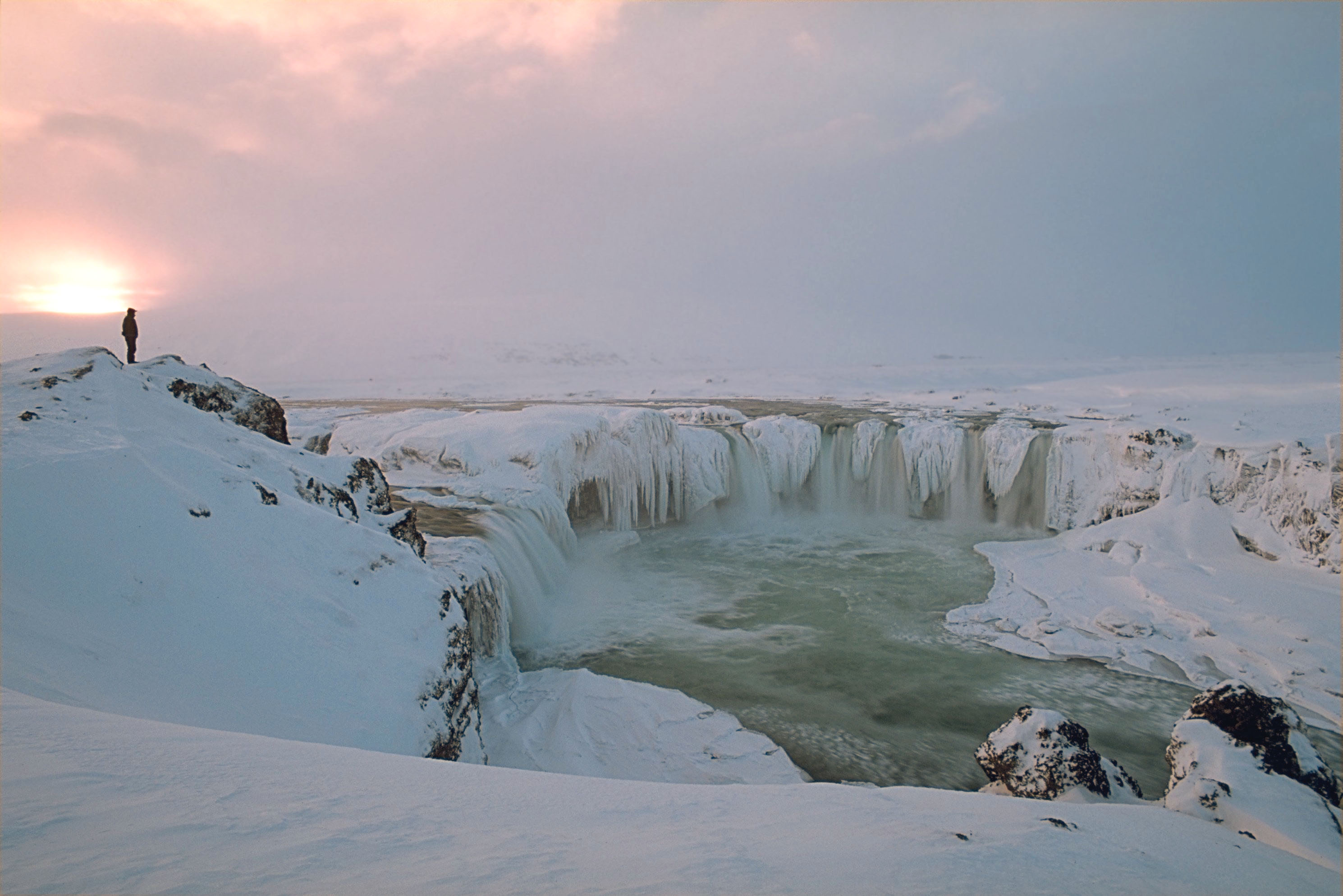
겨울
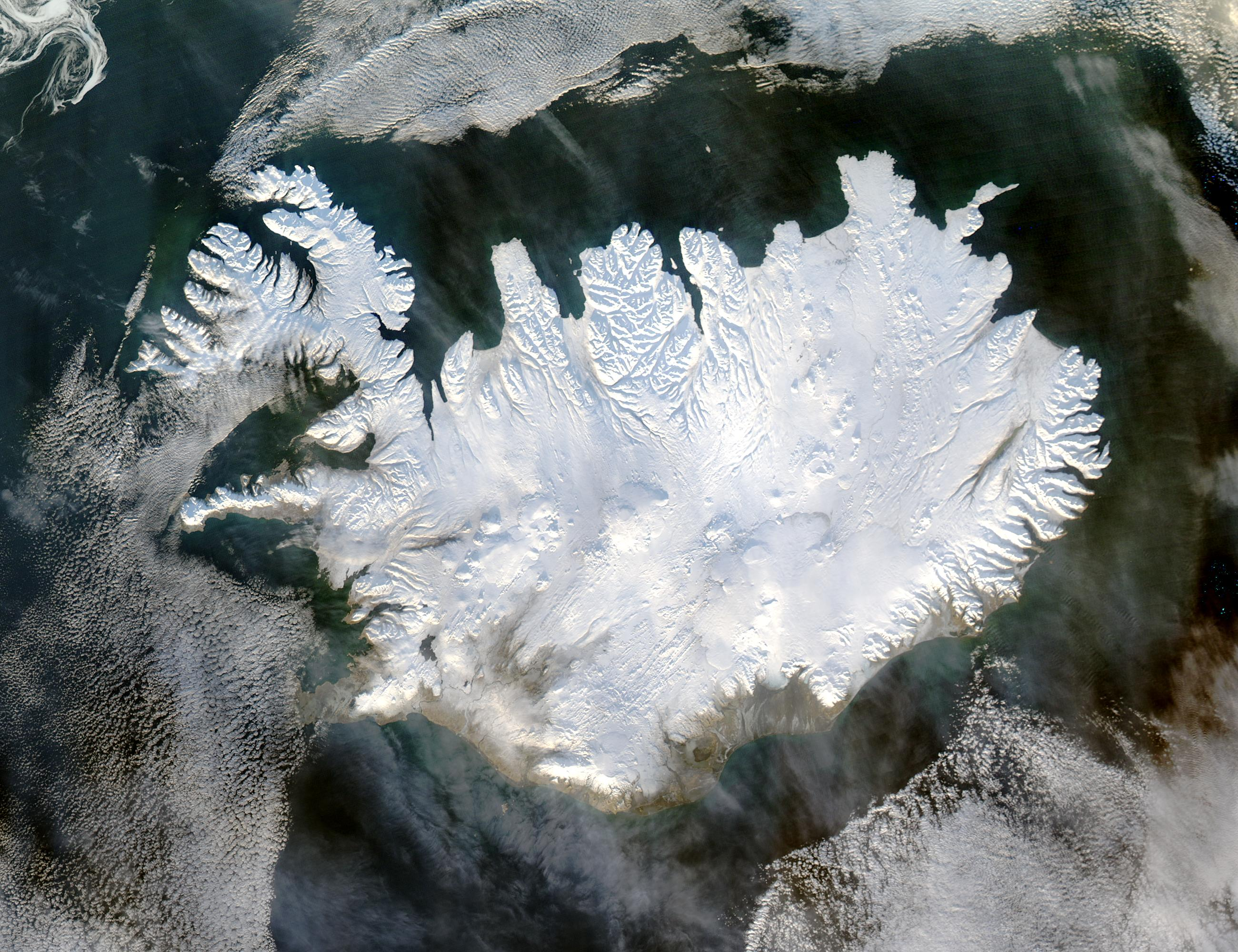
우주에서 본 아이슬란드

아이슬란드 기후는 다소 찬 해양성 기후다. 하지만 따뜻한 북대서양 해류가 흐르기 때문에 매우 높은 위도에 있는 나라임에도 상당히 따뜻하다. 겨울은 바람이 불지만 따뜻하며 여름은 다소 건조하고 시원하다. 알래스카 반도와 알류샨 열도 기후와 비슷하다. 북극과 거의 근접하지만 겨울에도 아이슬란드의 항구는 거의 얼지 않는다. 얼음이 어는 일이 거의 없고 북쪽 해안에서 1969년 일어난 이후 이제껏 없었다.
남쪽 해안은 습윤하고 따뜻하며 바람도 많이 분다. 좀 더 고도가 낮은 내륙 지방은 북쪽 지방으로서 가장 건조한 지방이며 남부보다 눈이 더 많이 내린다. 중앙 고지가 정말로 아주 많이 추운곳이다.
1939년 6월 22일 30.5도의 최고 기온이 관측되었으며 가장 낮은 기온은 1918년 1월 22일 섭씨 영하 38도이였다.
| 레이캬비크, 아이슬란드 (1961–1990)의 기후                    | 레이캬비크, 아이슬란드 (1961–1990)의 기후 | 레이캬비크, 아이슬란드 (1961–1990)의 기후 | 레이캬비크, 아이슬란드 (1961–1990)의 기후 | 레이캬비크, 아이슬란드 (1961–1990)의 기후 | 레이캬비크, 아이슬란드 (1961–1990)의 기후 | 레이캬비크, 아이슬란드 (1961–1990)의 기후 | 레이캬비크, 아이슬란드 (1961–1990)의 기후 | 레이캬비크, 아이슬란드 (1961–1990)의 기후 | 레이캬비크, 아이슬란드 (1961–1990)의 기후 | 레이캬비크, 아이슬란드 (1961–1990)의 기후 | 레이캬비크, 아이슬란드 (1961–1990)의 기후 | 레이캬비크, 아이슬란드 (1961–1990)의 기후 | 레이캬비크, 아이슬란드 (1961–1990)의 기후 |
| 월                                                           | 1월                                       | 2월                                       | 3월                                       | 4월                                       | 5월                                       | 6월                                       | 7월                                       | 8월                                       | 9월                                       | 10월                                      | 11월                                      | 12월                                      | 연간                                      |
| ------------------------------------------------------------ | ----------------------------------------- | ----------------------------------------- | ----------------------------------------- | ----------------------------------------- | ----------------------------------------- | ----------------------------------------- | ----------------------------------------- | ----------------------------------------- | ----------------------------------------- | ----------------------------------------- | ----------------------------------------- | ----------------------------------------- | ----------------------------------------- |
| 일평균 최고 기온 °C (°F)                                     | 1.9 (35.4)                                | 2.8 (37.0)                                | 3.2 (37.8)                                | 5.7 (42.3)                                | 9.4 (48.9)                                | 11.7 (53.1)                               | 13.3 (55.9)                               | 13.0 (55.4)                               | 10.1 (50.2)                               | 6.8 (44.2)                                | 3.4 (38.1)                                | 2.2 (36.0)                                | 7.0 (44.6)                                |
| 일평균 최저 기온 °C (°F)                                     | −3.0 (26.6)                               | −2.1 (28.2)                               | −2.0 (28.4)                               | 0.4 (32.7)                                | 3.6 (38.5)                                | 6.7 (44.1)                                | 8.3 (46.9)                                | 7.9 (46.2)                                | 5.0 (41.0)                                | 2.2 (36.0)                                | −1.3 (29.7)                               | −2.8 (27.0)                               | 1.9 (35.4)                                |
| 출처 1: Icelandic Meteorological Office                      |                                           |                                           |                                           |                                           |                                           |                                           |                                           |                                           |                                           |                                           |                                           |                                           |                                           |
| 출처 2: All Icelandic weather station climatic monthly means |                                           |                                           |                                           |                                           |                                           |                                           |                                           |                                           |                                           |                                           |                                           |                                           |                                           |

| 아쿠레이리, 아이슬란드 (1961–1990)의 기후                    | 아쿠레이리, 아이슬란드 (1961–1990)의 기후 | 아쿠레이리, 아이슬란드 (1961–1990)의 기후 | 아쿠레이리, 아이슬란드 (1961–1990)의 기후 | 아쿠레이리, 아이슬란드 (1961–1990)의 기후 | 아쿠레이리, 아이슬란드 (1961–1990)의 기후 | 아쿠레이리, 아이슬란드 (1961–1990)의 기후 | 아쿠레이리, 아이슬란드 (1961–1990)의 기후 | 아쿠레이리, 아이슬란드 (1961–1990)의 기후 | 아쿠레이리, 아이슬란드 (1961–1990)의 기후 | 아쿠레이리, 아이슬란드 (1961–1990)의 기후 | 아쿠레이리, 아이슬란드 (1961–1990)의 기후 | 아쿠레이리, 아이슬란드 (1961–1990)의 기후 | 아쿠레이리, 아이슬란드 (1961–1990)의 기후 |
| 월                                                           | 1월                                       | 2월                                       | 3월                                       | 4월                                       | 5월                                       | 6월                                       | 7월                                       | 8월                                       | 9월                                       | 10월                                      | 11월                                      | 12월                                      | 연간                                      |
| ------------------------------------------------------------ | ----------------------------------------- | ----------------------------------------- | ----------------------------------------- | ----------------------------------------- | ----------------------------------------- | ----------------------------------------- | ----------------------------------------- | ----------------------------------------- | ----------------------------------------- | ----------------------------------------- | ----------------------------------------- | ----------------------------------------- | ----------------------------------------- |
| 일평균 최고 기온 °C (°F)                                     | 0.9 (33.6)                                | 1.7 (35.1)                                | 2.1 (35.8)                                | 5.4 (41.7)                                | 9.5 (49.1)                                | 13.2 (55.8)                               | 14.5 (58.1)                               | 13.9 (57.0)                               | 9.9 (49.8)                                | 5.9 (42.6)                                | 2.6 (36.7)                                | 1.3 (34.3)                                | 6.7 (44.1)                                |
| 일평균 최저 기온 °C (°F)                                     | −5.5 (22.1)                               | −4.7 (23.5)                               | −4.2 (24.4)                               | −1.5 (29.3)                               | 2.3 (36.1)                                | 6.0 (42.8)                                | 7.5 (45.5)                                | 7.1 (44.8)                                | 3.5 (38.3)                                | 0.4 (32.7)                                | −3.5 (25.7)                               | −5.1 (22.8)                               | 0.2 (32.4)                                |
| 출처 1: Icelandic Meteorological Office                      |                                           |                                           |                                           |                                           |                                           |                                           |                                           |                                           |                                           |                                           |                                           |                                           |                                           |
| 출처 2: All Icelandic weather station climatic monthly means |                                           |                                           |                                           |                                           |                                           |                                           |                                           |                                           |                                           |                                           |                                           |                                           |                                           |

## 행정 구역

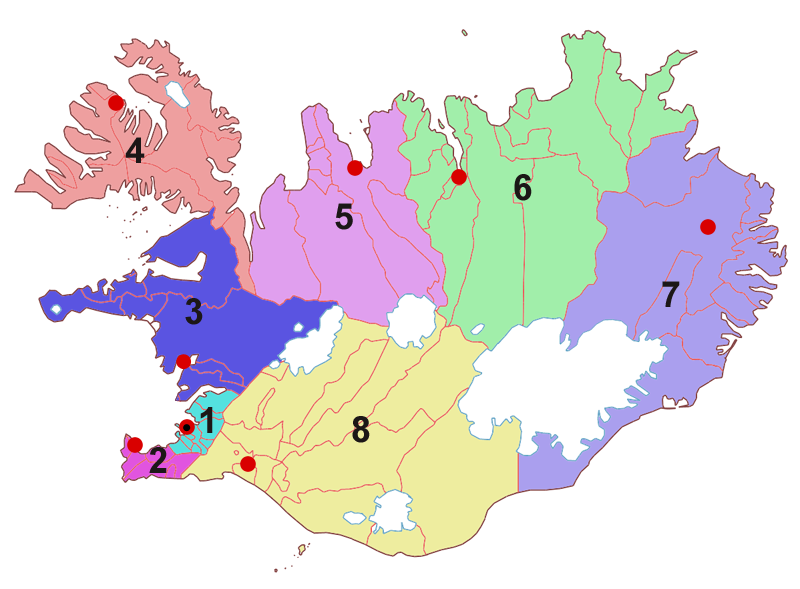
아이슬란드의 행정 구역

다음은 아이슬란드의 8개 지역이다.
| 지역명                  | 중심도시           | 면적 (km2) | 인구 (2007년, 명) | 인구밀도 |
| ----------------------- | ------------------ | ---------- | ----------------- | -------- |
| 회뷔드보르가르스바이디  | 레이캬비크         | 1042       | 202,000           | 187.4    |
| 쉬뒤르네스              | 케플라비크         | 829        | 20,300            | 24.5     |
| 베스튀를란드            | 아크라네스         | 9554       | 15,300            | 1.6      |
| 베스트피르디르          | 이사피외르뒤르     | 22271      | 7,300             | 0.3      |
| 노르뒤를란드 베스트라   | 쇠이다우르크로퀴르 | 12737      | 7,810             | 0.6      |
| 노르뒤를란드 에이스트라 | 아퀴레이리         | 21968      | 28,618            | 1.3      |
| 외이스튀를란드          | 에이일스스타디르   | 22721      | 15,300            | 0.6      |
| 쉬뒤를란드              | 셀포스             | 24256      | 23,311            | 1        |

## 주민
스칸디나비아반도의 노르드인과 브리튼섬 및 아일랜드의 켈트족 등의 기원을 갖는 아이슬란드인이 주로 거주한다. 아이슬란드는 지역적으로 고립된 섬으로 최근 100년은 몇 안 되는 이민과 세대에 의한 인구 증가가 있을 뿐이었다.

## 언어
언어는 아이슬란드어가 사용되지만, 영어나 덴마크어는 초등학교에서 배우기 때문에 국민의 대부분은 다언어 사용자이다. 또 문해율이 99%이다.

## 종교
2013년 1월 조사에 따르면 아이슬란드인의 76.18%가 루터교 종파인 아이슬란드 교회(Hin evangeliska lúterska kirkja)에 소속되어 있다. 11.33%는 다른 기독교 종파에 소속되어 있다. 그밖에 게르만 신이교주의, 불교, 이슬람교, 바하이교 등이 존재한다. 2011년 갤럽 조사에 따르면 아이슬란드인의 60%가 종교가 일상생활에 중요하지 않다고 답변하였다.
| 종교구성(아이슬란드) ... | 종교구성(아이슬란드) ... | 종교구성(아이슬란드) ... | 종교구성(아이슬란드) ... | 종교구성(아이슬란드) ... |
| ------------------------ | ------------------------ | ------------------------ | ------------------------ | ------------------------ |
|                          |                          |                          |                          |                          |
| 루터교                   | 루터교                   |                          | 76.18%                   | 76.18%                   |
| 다른 기독교 종파         | 다른 기독교 종파         |                          | 11.33%                   | 11.33%                   |
| 다른 종교                | 다른 종교                |                          | 12.49%                   | 12.49%                   |

## 국방

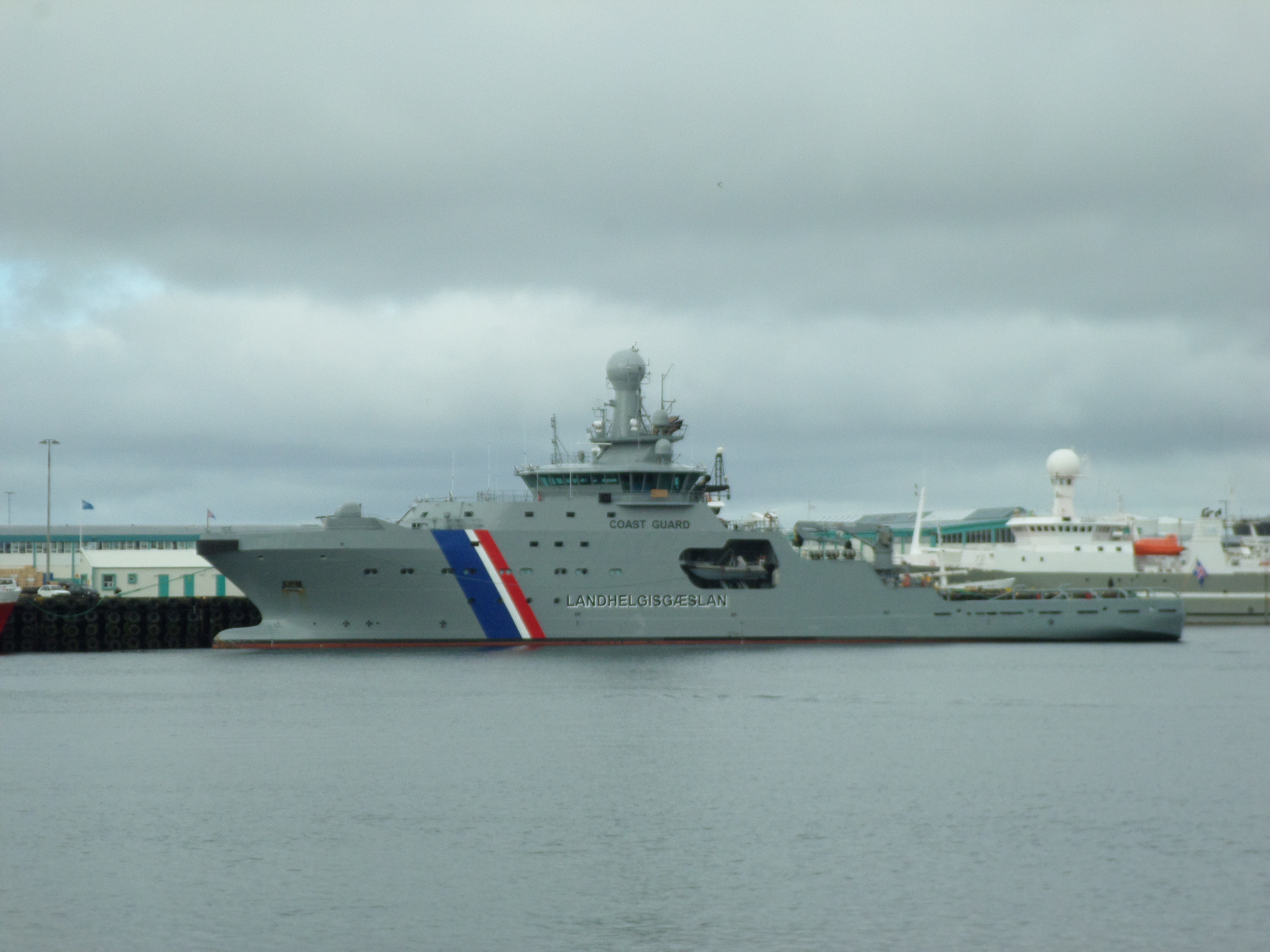
레이캬비크의 아이슬란드 해안경비정

아이슬란드의 국방은 아이슬란드 영해와 영공을 지키는 “아이슬란드 해안경비대”와 국가 안보 및 특수 부대 조직으로 구성되어 있다. 아이슬란드는 NATO 가입 국가들 중 유일하게 상비군을 유지하지 않는 국가이다.
아이슬란드 해안 경비대는 세 척의 전함과 네 기의 수송기 및 소규모 무장군으로 구성되어 있다. 동시에 해양 방어 체계와 대공 방어가 가능한 무기 체계를 갖추고 있다. 아이슬란드 해안 경비대는 “아이슬란드 영공 방어체계”를 구축하고 있으며 이는 이전의 해체된 국방 부서 중 아이슬란드 우주항공 부서의 후신이라고 할 수 있다.
국가위원회에 귀속된 단체들 또한 아이슬란드의 국방의 한 부분을 차지하고 있다. 이것들 중 가장 중요한 부서는 첩보 활동을 관장하고 Víkingasveitin라는 특수 부대가 소속된 국가 안보 조직이다. Víkingasveitin의 구성원들은 고도로 훈련되었으며 대 테러 작전에 응할 수 있도록 무장된 국가 경찰력의 일부이다. 추가적으로 아이슬란드는 위기대응전담반(ICRU
할을 부여받고, 2008년부터 비무장 군대로서 특별한 상황에 따라 전 세계적으로 배치되고 있다.
미국과의 방위조약을 체결한 아이슬란드는 케플라비크에 해양항공 군사기지를 동시 운영하고 있다. 더불어 노르웨이, 덴마크 그리고 몇몇 NATO 소속의 가입 국가들과도 군사 및 안보 작전과 관련된 조약을 맺고 운영하고 있다. 아이슬란드는 Northern Viking이라고 불리는 NATO 정기적 훈련을 개최하고 있다. 가장 최근의 훈련은 2011년에 열렸으며, 뿐만 아니라 “Northern Challenge”라고 불리는 EOD 훈련도 개최하였다. 1997년에는 처음으로 “협동 안전보장”이라는 구호를 내세운 평화를 위한 협동 훈련(PfP)가 개최되었으며, 이 훈련에는 러시아도 참가하였다. 2000년에도 PfP는 아이슬란드에서 개최되었다. 아이슬란드는 ICRU 평화유지기여국으로 SFOR, KFOR 그리고 ISAF에도 참여하고 있다.
아이슬란드 정부는 재정적인 측면에 있어서 NATO의 국제적 활동과 계획을 뒤받침 하는데 기여하고 있다. 1987년 6월 아이슬란드의 수도인 레이캬비크에서는 NATO 구성 국가의 외교부 장관 모임이 열리기도 했다. 추가적으로 노르웨이 정부는 아이슬란드 국민들이 노르웨이의 국민이 받을 수 있는 군사훈련을 노르웨이에서 받을 수 있는 권한을 승인하였다. 이 교육을 받은 아이슬란드 국민들은 노르웨이 국방부 소속의 직업군인으로 활동할 수 있다.

## 문화

### 책
아이슬란드에는 책을 쓰는 사람도 많고 독서량도 많다. 출간되는 책의 수는 1천 명당 2.8권으로 독일 0.8권, 영국 0.6권, 미국 0.4권에 비해 휠씬 높은 수치이다.

### 요리

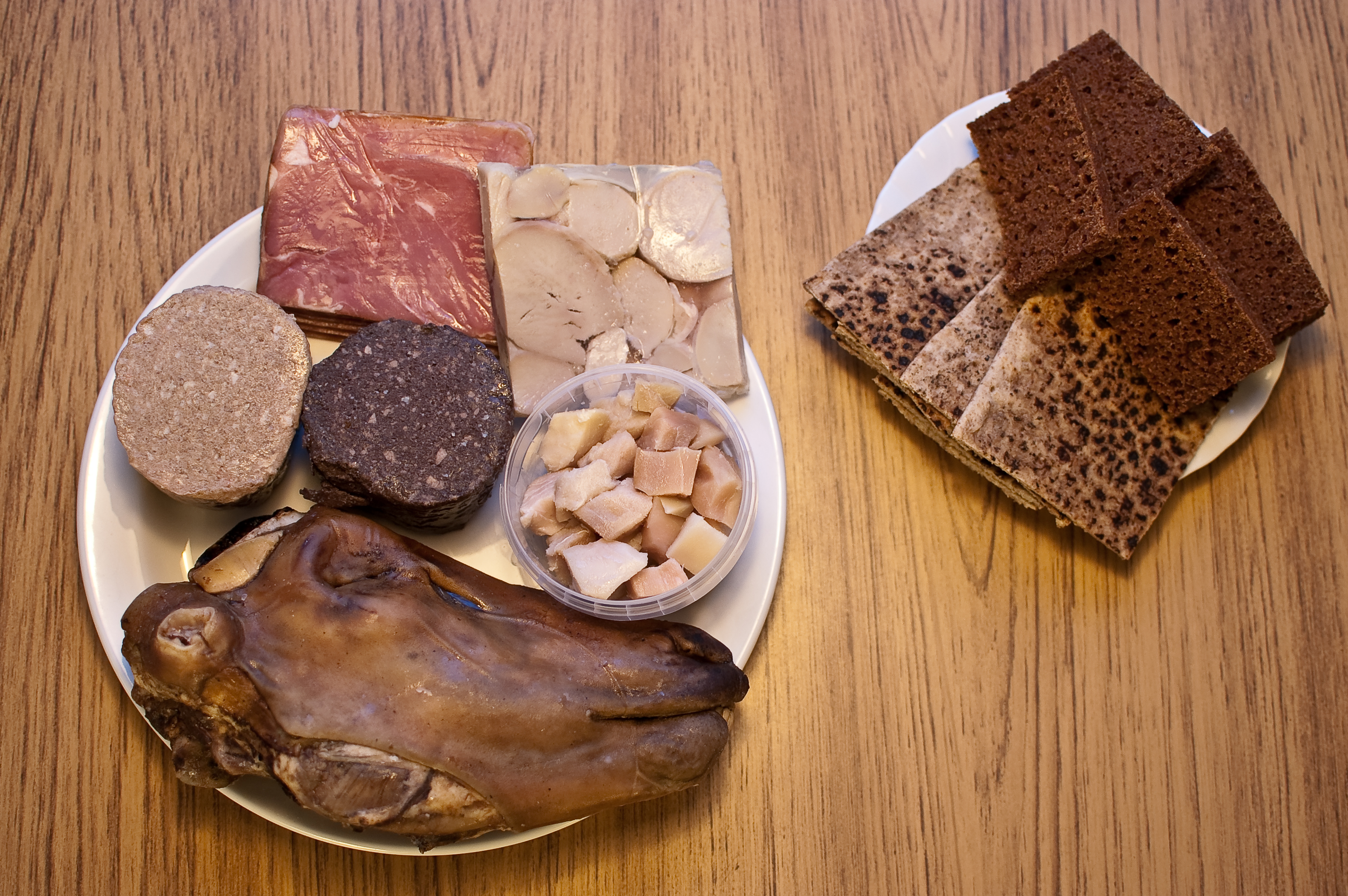

대부분의 아이슬란드 요리는 생선, 양고기를 기본으로 한다. 섬의 기후로 인해 과일과 채소는 전통적인 요리의 구성 요소가 아니지만, 온실 사용으로 인해 현재는 흔하게 쓰인다.

### 스포츠

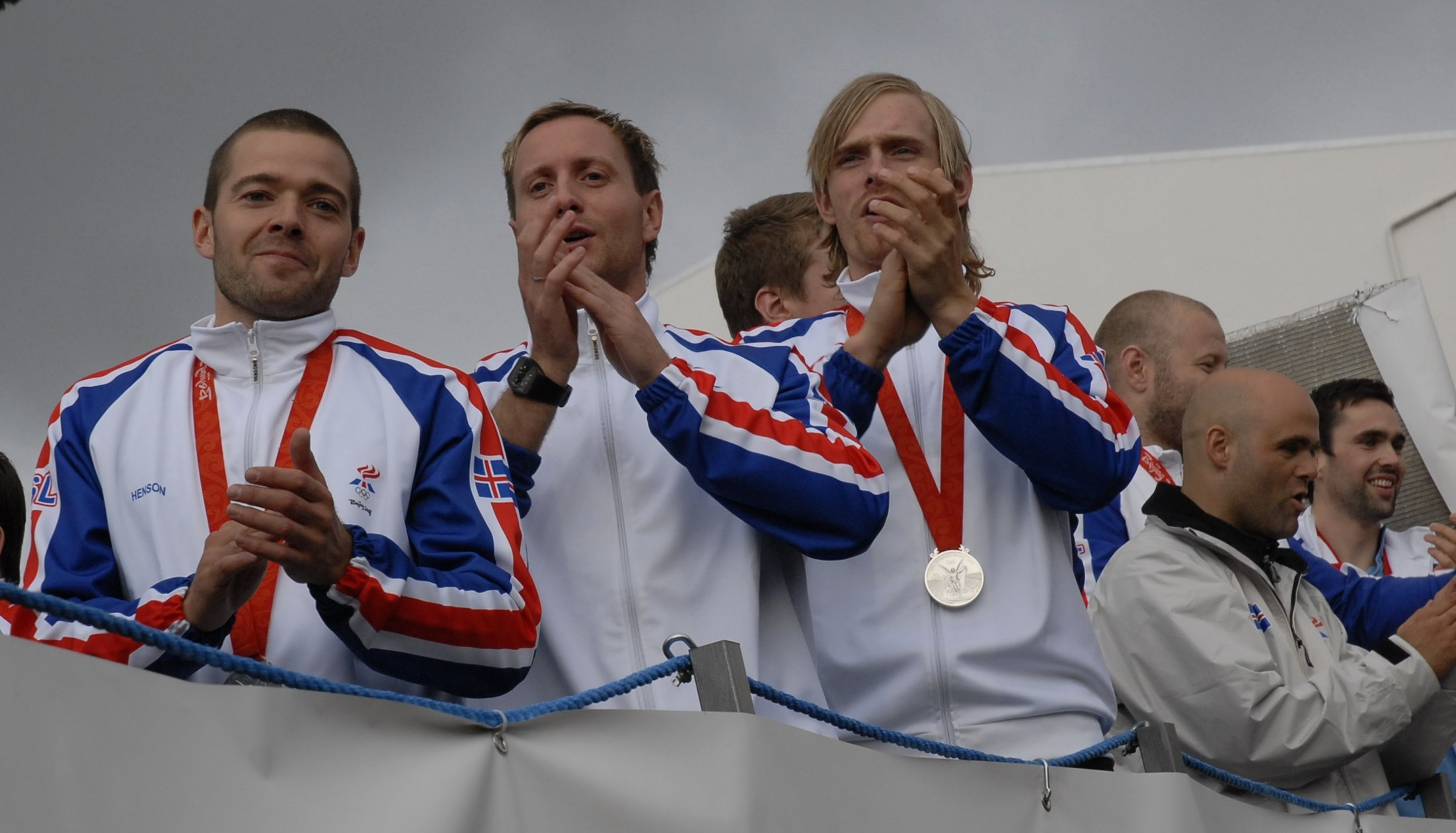

아이슬란드는 한대기후로 겨울 스포츠 조건에 유리하다. 축구의 인기가 높으며, 유로 2016에는 첫 출전에 8강까지 올랐다. 2018년 러시아 월드컵에선 아르헨티나와 무승부 경기를 펼치기도 했다.

## 경제

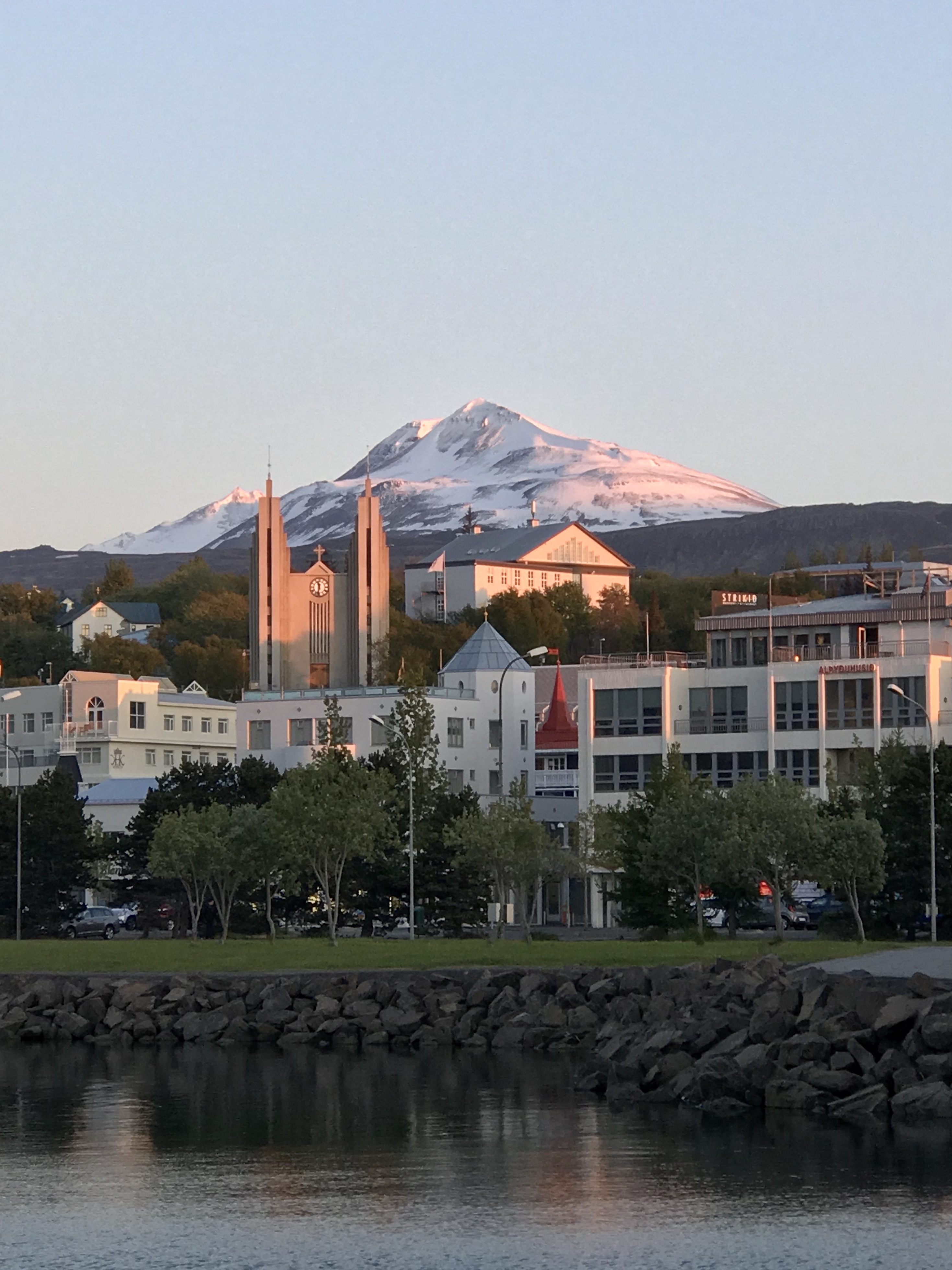

아이슬란드는 원래 경제력이 높은 나라 중 하나였으나, 최근에 금융위기를 겪었다. 하지만 금융위기가 아이슬란드를 물가가 비싼 나라에서 관광하기에 편한 나라라는 이미지로 바꾸어 놓고 있다. 그러나 2009년 1월 28일 결국 아이슬란드 정부는 미국발 금융위기 여파와 반정부 시위로 붕괴되었고, 이중고를 겪게 되었다.

## 대외 관계

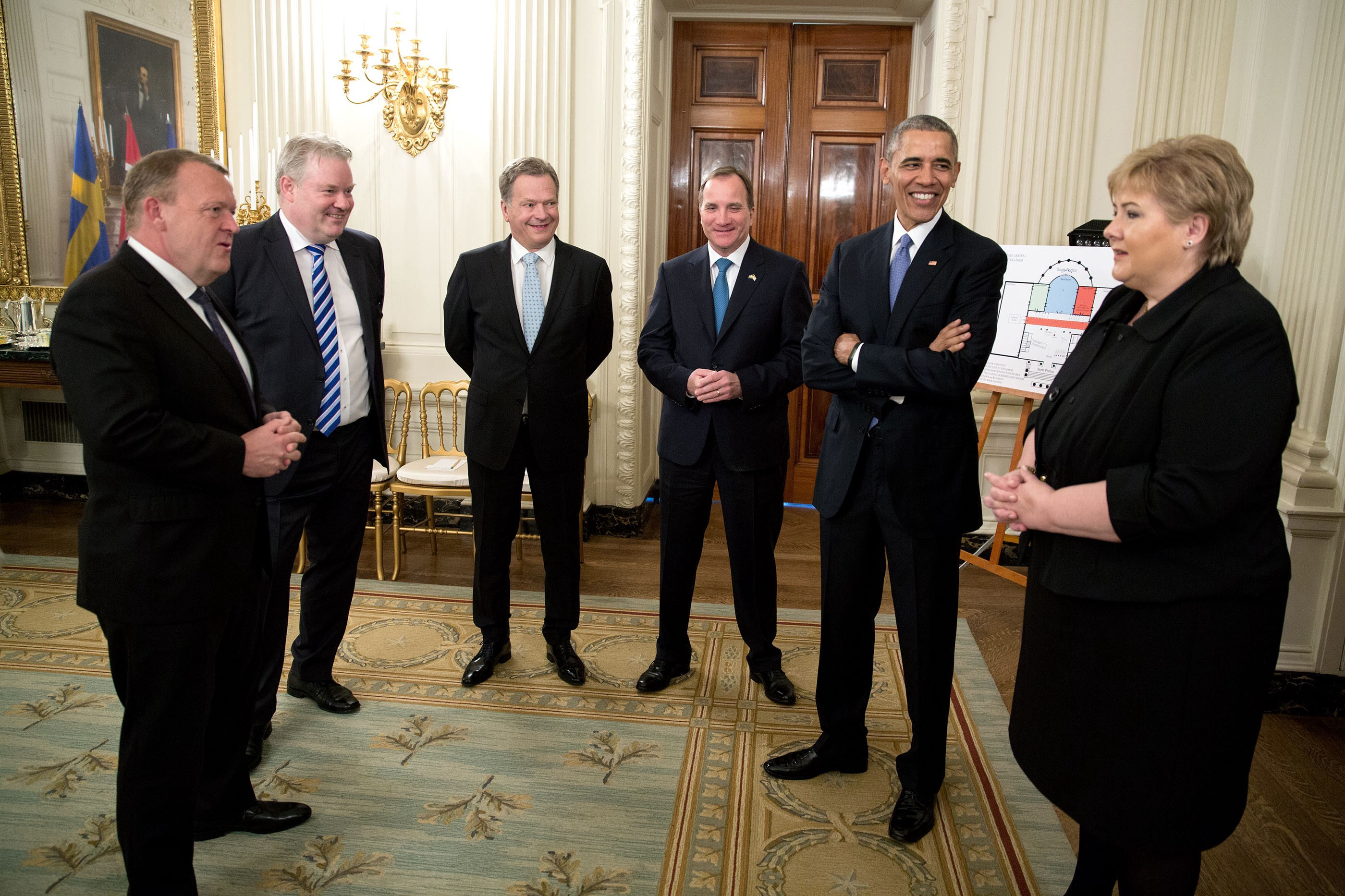

아이슬란드는 실질적으로 거의 모든 국가와 외교 및 무역 관계를 맺는데, 독일 등 북유럽 국가들, 미국 및 기타 NATO 국가들과 유대가 특히 강하다. 아이슬란드는 남북한 동시수교국이다. 대한민국과는 1962년에, 조선민주주의인민공화국과는 1973년에 수교하였다. 노르웨이 주재 한국대사관이 아이슬란드 대사 업무를 겸임하며, 아이슬란드도 일본 주재 대사관을 통해 대한민국 대사 업무를 겸임하고 있다. 일본은 대량의 캐플린(Capelin; 바다빙어과의 바닷물고기)을 아이슬란드로부터 수입하고 있다.

## 같이 보기
- 그린란드
- 바이킹